# Вулиця Олександра Фесюка (Мелітополь)
Вулиця Олександра Фесюка — вулиця у місті Мелітополь. Сполучає вулицю Олександра Чигріна з вулицею Воїнів-Інтернаціоналістів.

## Назва
Вулиця названа на честь художника й поета Олександра Фесюка.

## Історія
До 1957 року вулиця називалась вулицею Папаніна. 29 жовтня 1957 року пейменована на Червоногвардійську.
В 2016 році під час декомунізації вулиця була перейменована на вулицю Олександра Фесюка.
7 квітня 2023 року, під час Російського вторгнення в Україну, російська окупаційна влада Мелітополя видала наказ про повернення вулиці назви Червоногвардійська.